# 橫礁五天宮
橫礁五天宮，古稱昭德宮，臺灣澎湖縣廟宇，位於西嶼鄉橫礁村，主祀五天聖帝（關聖帝祖），西嶼澳角頭廟之一。法師流派為「閭山派」。:60–62

## 沿革
「橫礁」位於漁翁島東北端，其濱海沿岸外有數塊礁石羅列，漲潮時若隱若現，同時又冬季東北季風彈起，因猛烈白浪拍擊在礁石而得名；老一輩西嶼人則多稱橫礁為「西嶼尾」，而稱位於漁翁島東南端臨台灣海峽外緣的外垵為「外垵頭」。臺灣清領時期的官方方志載「橫礁社」，屬「西嶼澳」管轄、日治時期作「橫礁鄉」，1949年二戰結束後，國民政府一度將橫礁和鄰近的合界合併作「合橫村」，民國40年（1951年）又獨立劃分，遂稱「橫礁村」沿用迄今。:186-195
根據臺灣的逢甲大學研究助理陳英豪的調查，橫礁五天宮內藏有「惟德是依」匾，上款「道光二十六年歲丙午孟秋旦」，落款為「本境弟子莊 叩謝」，橫礁五天宮歷史沿革可確立為道光26年（1846年）之前，早於廟中碑文沿革記載的光緒朝（1875年至1895年）開基。
橫礁五天宮最初稱作「昭德宮」，主祀神明不詳，當時橫礁僅九戶人家，廟舍幅員僅20坪，外觀十分簡陋，建廟後有人口日益昌旺之說。日治時期大正14年（1925年），昭德宮重起改建，時逢五天聖帝君威靈顯赫，落成後廟名更易為「五天宮」；五天宮在此次重建期間資金一度短絀，幸賴內垵村民慷慨解囊、施以金援，建地55坪的廟宇乃順利竣工，橫礁村民在此時期也增至為45戶灶人家。
民國57年（1968年），橫礁五天宮又顯老舊之態，橫礁旅台人士鑑於此籌組興建委員會，奔走募捐七載光陰，以新台幣一百五十七萬餘元預算起建新廟，於民國62年（1973年）農曆二月初五開工、同年十二月初四入火，民國64年（1975年）正式啟用，占地面積計70坪，即為今貌。

## 圖輯

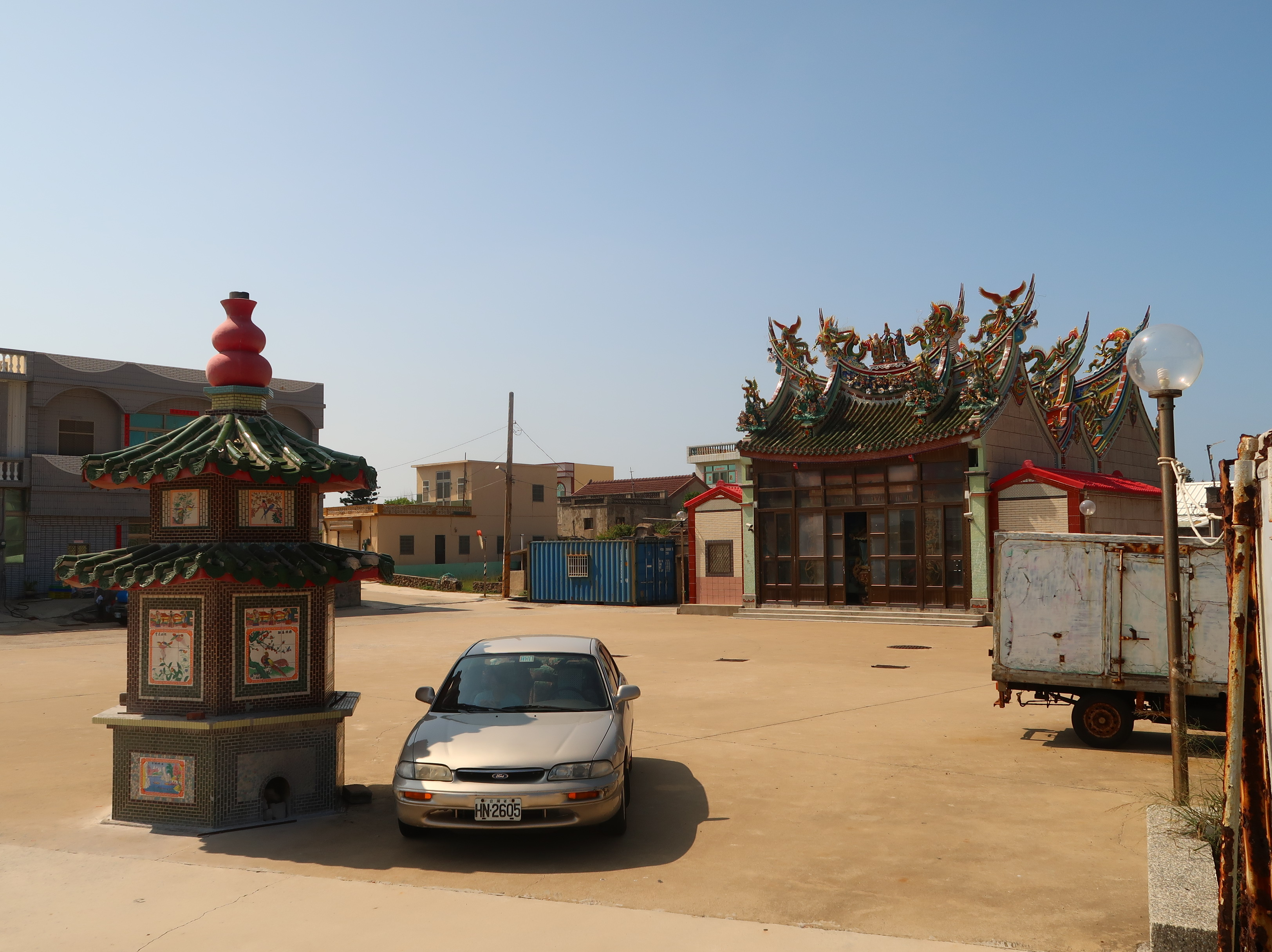
香爐、廟埕
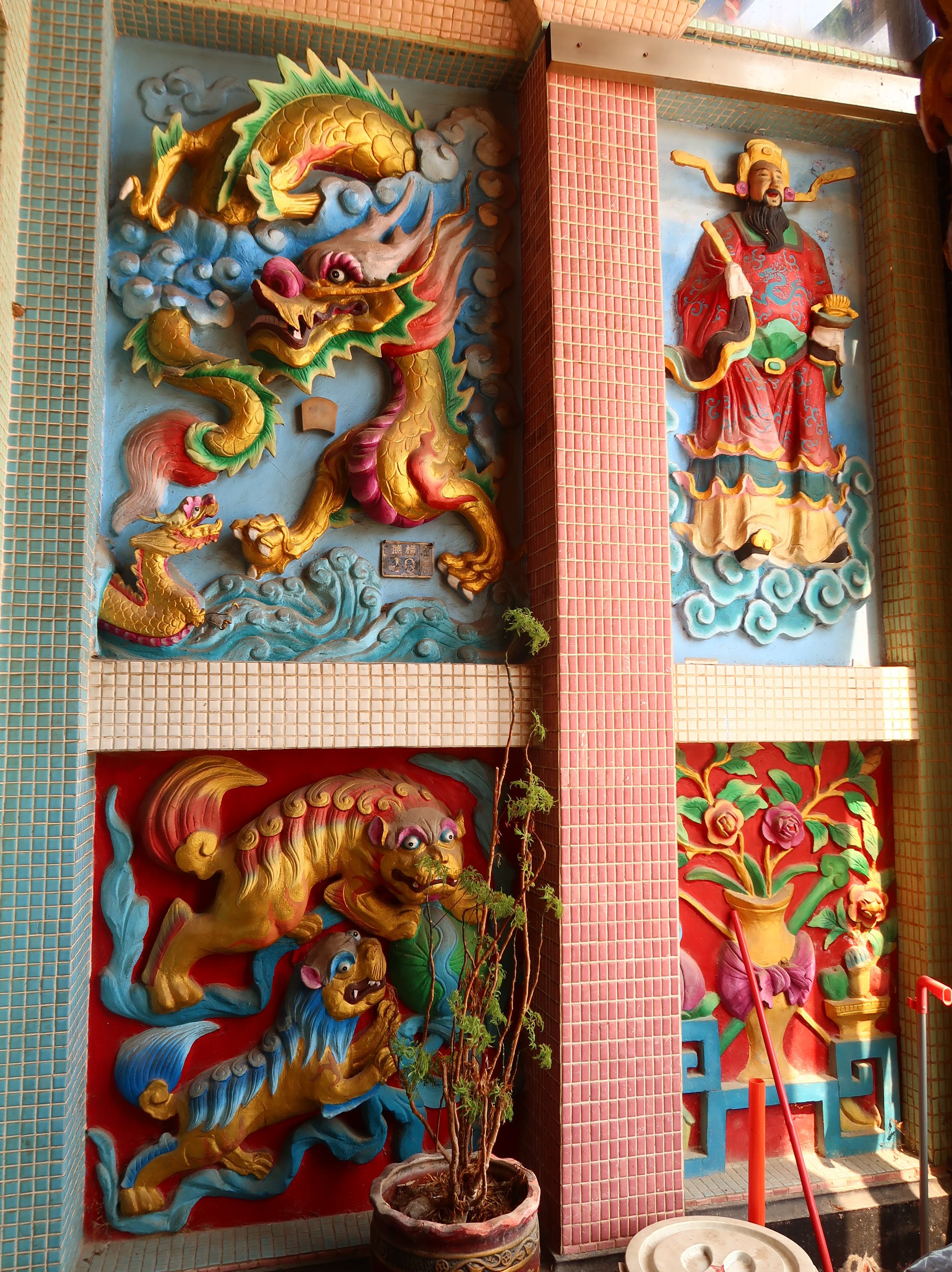
龍堵浮雕
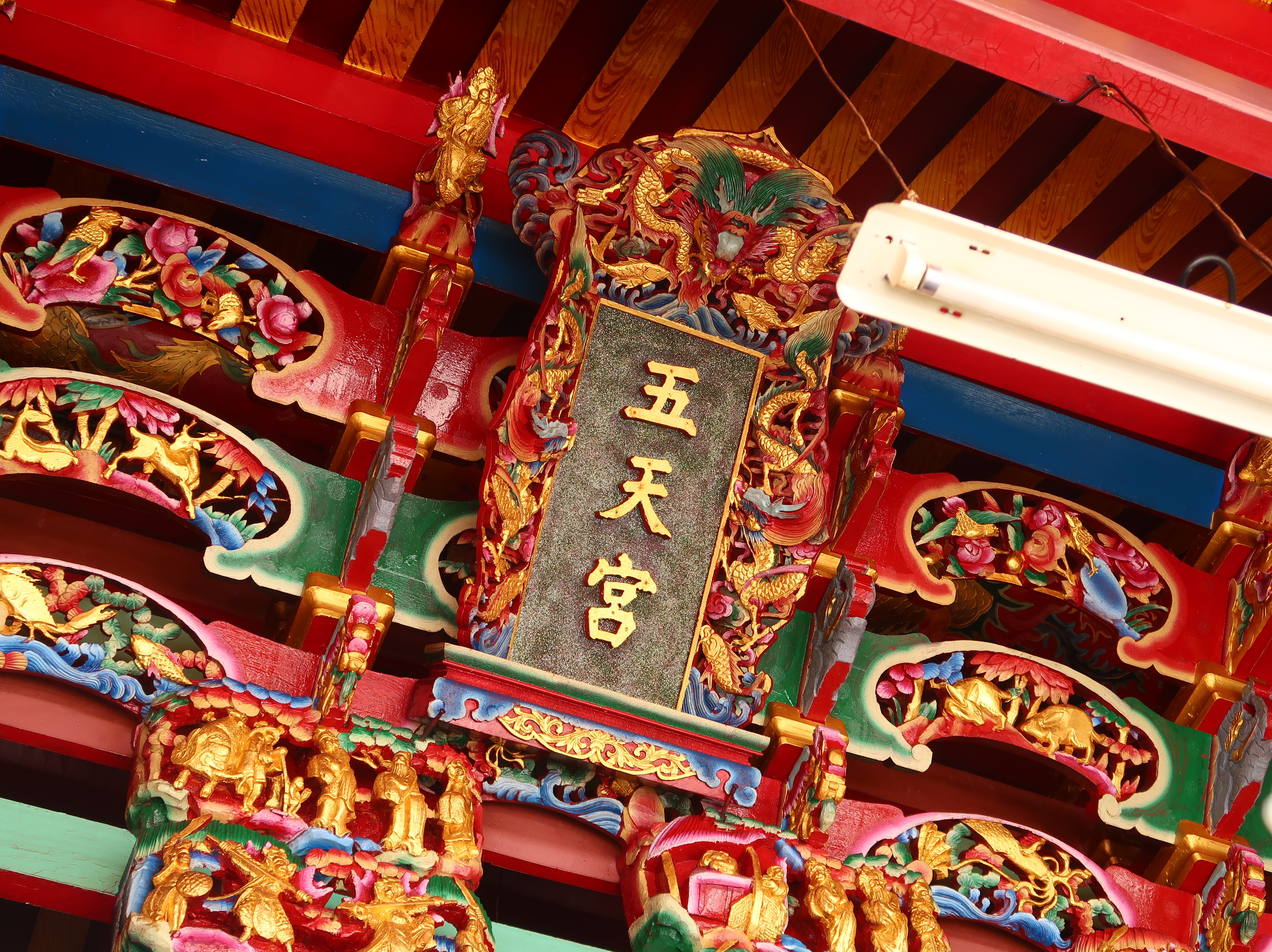
廟名額
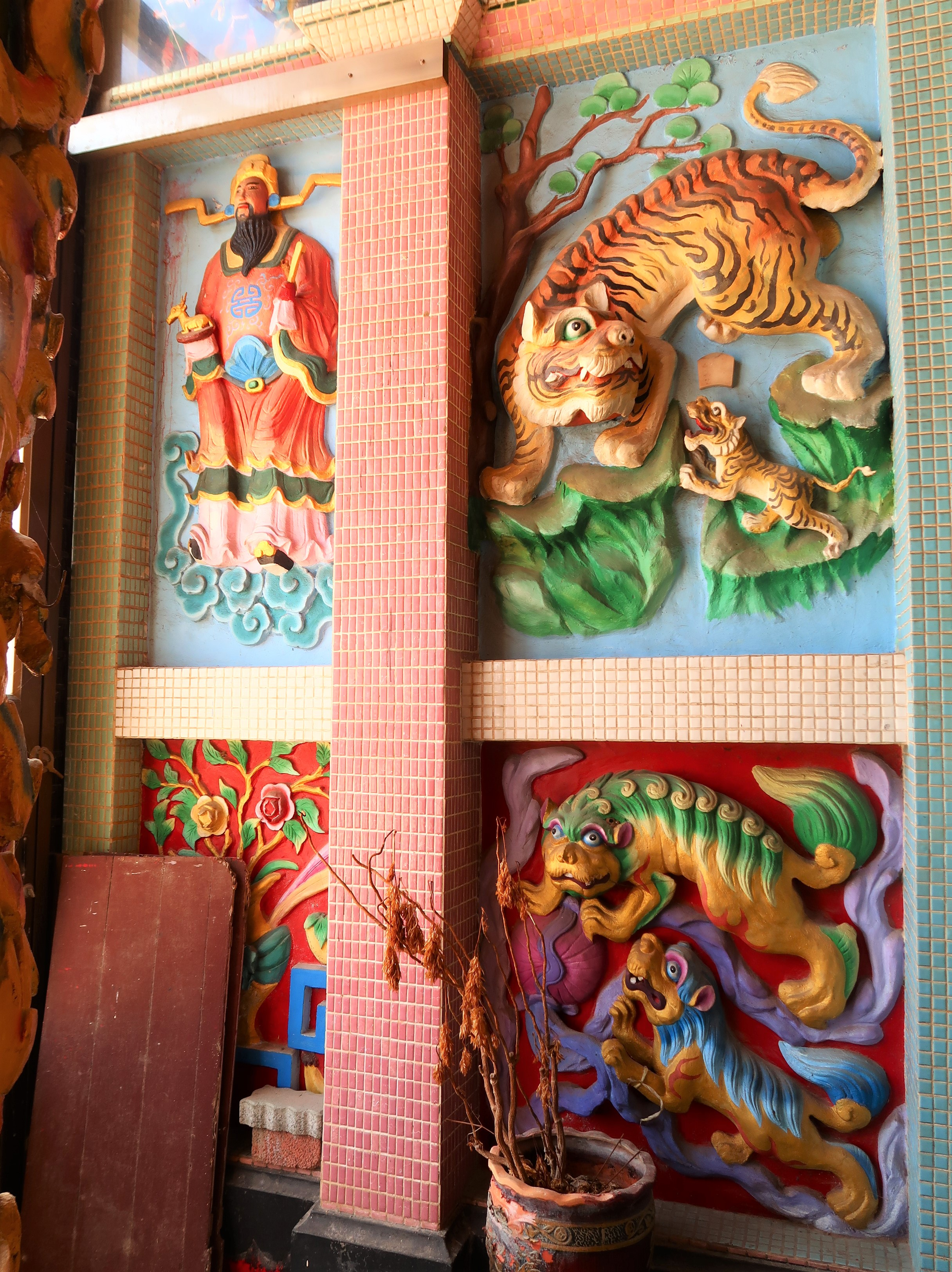
虎堵浮雕
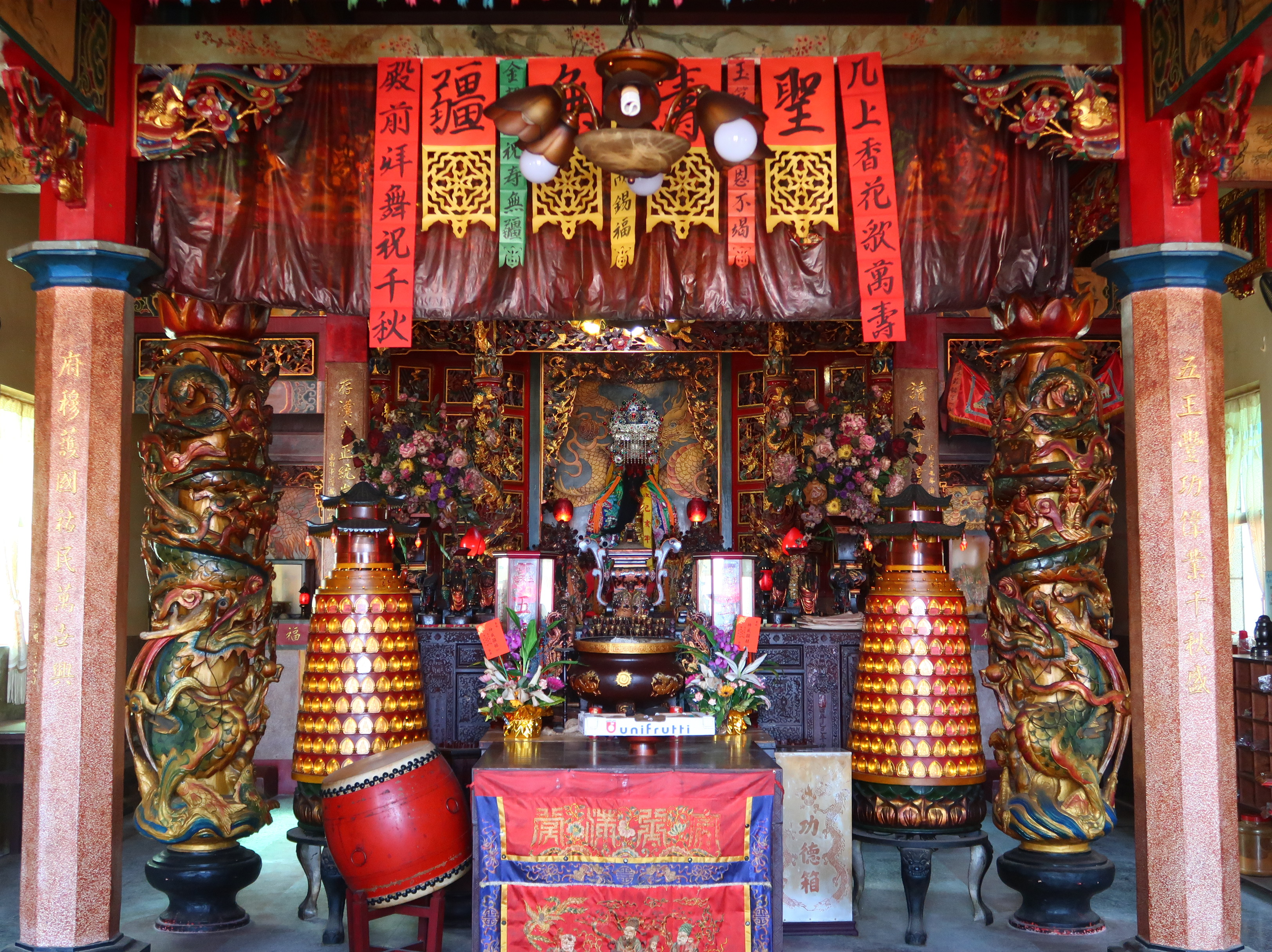
神明廳、內殿龍柱
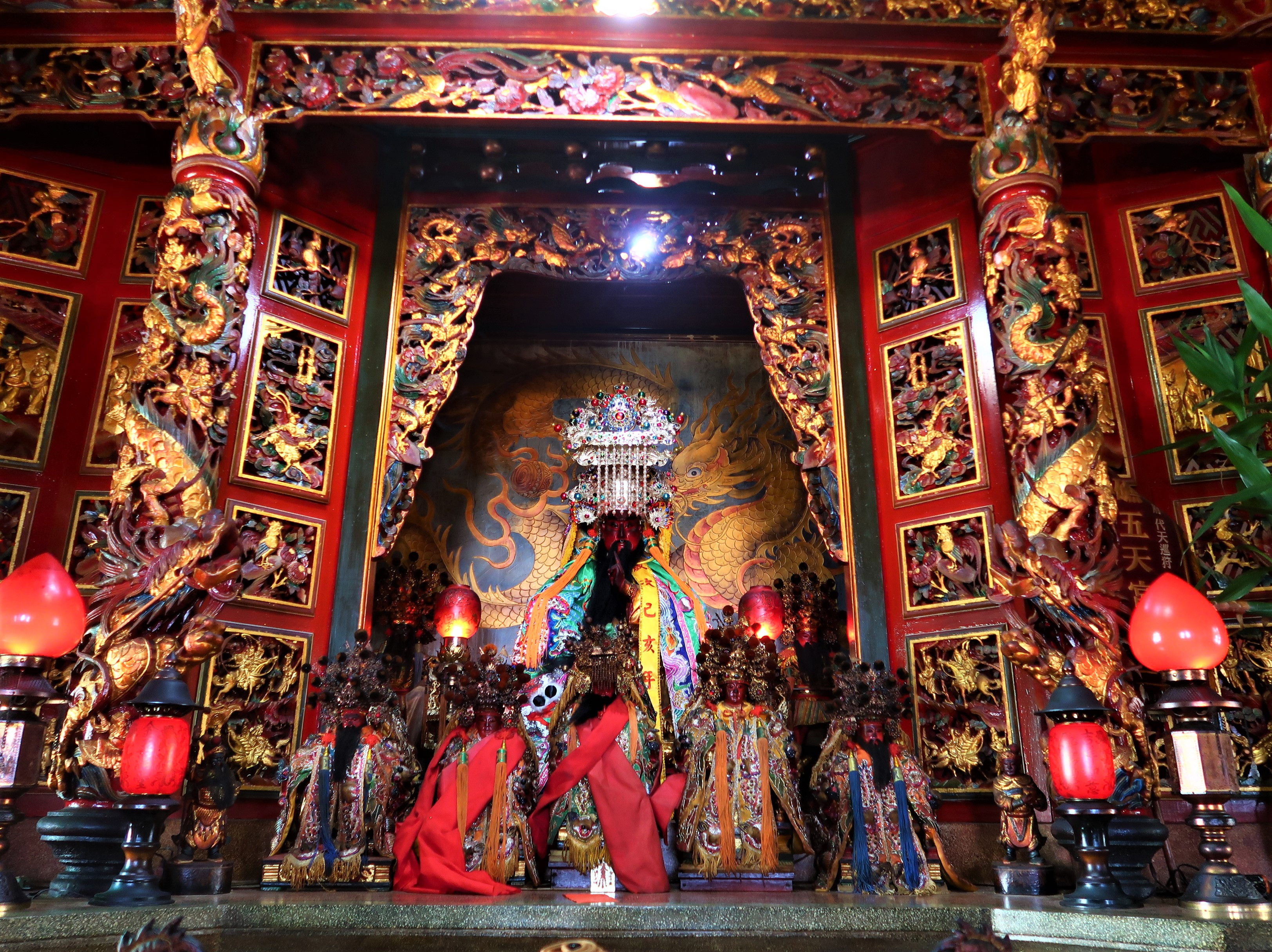
主神龕、關聖祖爺像